# Рудний район
Рудний район (рос. рудный район, англ. ore region; нім. Erzdistrikt m, Erzbezirk m) — геологічно і географічно відособлена територія з розвиненими в її межах родовищами тих або інших рудних формацій.